# Station Chanac
Station Chanac is een spoorwegstation in de Franse gemeente Chanac.